# Hwanggeum mujigae
Hwanggeum mujigae (hangeul: 황금 무지개, lett. L'arcobaleno d'oro; titolo internazionale Golden Rainbow) è una serie televisiva sudcoreana trasmessa su MBC dal 2 novembre 2013 al 30 marzo 2014.

## Trama
Adottati dallo stesso padre, sette orfani sono cresciuti insieme in una città vicino al mare. Molto legati nonostante non siano fratelli di sangue, insieme affrontano le difficoltà e lottano per avere successo nel settore dei prodotti ittici.

## Personaggi

### Personaggi principali
- Kim Baek-won/Jang Ha-bin, interpretata da Uee, Kim Yoo-jung (da adolescente) e Lee Chae-mi (da bambina)
Imprevedibile e impulsiva, è la terzogenita della famiglia Kim. Il suo vero nome è Jang Ha-bin ed è la nipote creduta morta della presidentessa del Hwanggeum Group.
- Seo Do-young, interpretato da Jung Il-woo e Oh Jae-moo (da adolescente)
Trattato come un signor nessuno dalla matrigna e dalla sua famiglia quando il padre si è risposato, si comporta da ribelle e piantagrane, ma è abbastanza intelligente da riuscire a diventare un pubblico ministero. È cinico nei confronti della società, che crede piena di ingiustizie, ma tutto cambia quando incontra Baek-won.
- Kim Chun-won/Yoon Ha-bin, interpretata da Cha Ye-ryun e Song Yoo-jung (da adolescente)
È la secondogenita della famiglia Kim. Durante l'infanzia ha vissuto in povertà e ha subìto degli abusi dalla matrigna e dal patrigno, finché Baek-won non l'ha salvata dall'essere violentata e Kim Han-joo l'ha adottata. Vuole avere denaro e successo.
- Kim Man-won, interpretato da Lee Jae-yoon, Seo Young-joo (da adolescente) e Jeon Joon-hyuk (da bambino)
È il primogenito della famiglia Kim. È stato lui a trovare Baek-won in montagna quando era piccola e salvarla. Mostra il suo affetto tramite i fatti e, nonostante si comporti in modo freddo e duro con gli altri, fa qualsiasi cosa per i fratelli e le sorelle. È un uomo di poche parole con un grande cuore.
- Kim Han-joo, interpretato da Kim Sang-joong
Il padre adottivo degli orfani.
- Yoon Young-hye, interpretata da Do Ji-won
- Seo Jin-ki, interpretato da Jo Min-ki
- Chun Eok-jo, interpretato da Ahn Nae-sang

### Personaggi ricorrenti
Famiglia di Kim Han-joo
- Kim Ship-won, interpretata da Choi Soo-im e Ahn Seo-hyun (da bambina)
È la quartogenita della famiglia Kim.
- Kim Yeol-won, interpretato da Lee Ji-hoon e Jung Yun-seok (da bambino)
È il quarto figlio della famiglia Kim.
- Kim Il-won, interpretato da Kim Tae-joon
È il sesto figlio della famiglia Kim.
- Kim Young-won/Michinski Forever, interpretato da Park Seon-ho e Choi Ro-woon (da bambino)
È il settimo figlio della famiglia Kim.

Famiglia di Seo Jin-ki
- Kang Jung-shim, interpretata da Park Won-sook
- Jang Mi-rim, interpretata da Ji Soo-won
- Seo Tae-young, interpretato da Jae Shin e Lee Seung-ho (da adolescente)

Famiglia di Chun Eok-jo
- Yang Se-ryun, interpretata da Kim Hye-eun
- Chun Soo-pyo, interpretato da Ryu Dam e Kim Dong-hyun (da adolescente)

### Altri personaggi
- Park Woong, interpretato da Lee Won-pal
- Park Hwa-ran, interpretata da Lee Hee-jin
- Kim Jae-soo, interpretato da Lee Dae-yeon
- Kang Dong-pal, interpretato da Seo Hyun-chul
- Choi Kang-do, interpretato da Kim Dae-ryung
- Rappresentante di classe, interpretato da Park Chung-seon
- Albergatore, interpretato da Ji Young-woo
- Professore, interpretato da Lee Seung-won
- Jung Jae-hong, interpretato da Park Woo-chun
- Segretaria di Young-won, interpretata da Yoo Ara
- Investigatrice, interpretata da Kang Hyun-jung
- Oh Kwang-hyuk, interpretato da Kim Ki-joon
- Oh Eun-ji, interpretata da Kang Ji-won
- Impiegato alla fabbrica del pesce, interpretato da Shim Ho-sung
- Procuratore capo, interpretato da Kim Kwang-in

## Ascolti
| Episodio | Data di trasmissione | Dati TNMS           | Dati TNMS                  | Dati AGB            | Dati AGB                   |
| Episodio | Data di trasmissione | A livello nazionale | Area metropolitana di Seul | A livello nazionale | Area metropolitana di Seul |
| -------- | -------------------- | ------------------- | -------------------------- | ------------------- | -------------------------- |
| 1        | 2 novembre 2013      | 10,7%               | 12,5%                      | 10,9%               | 11,3%                      |
| 2        | 3 novembre 2013      | 11,2%               | 13,6%                      | 13,2%               | 15,1%                      |
| 3        | 9 novembre 2013      | 12,2%               | 13,7%                      | 12,7%               | 14,3%                      |
| 4        | 10 novembre 2013     | 11,8%               | 12,9%                      | 12,2%               | 13,2%                      |
| 5        | 16 novembre 2013     | 12,9%               | 15,5%                      | 13,2%               | 14,6%                      |
| 6        | 17 novembre 2013     | 11,6%               | 12,9%                      | 12,3%               | 13,7%                      |
| 7        | 23 novembre 2013     | 12,1%               | 13,2%                      | 12,4%               | 13,3%                      |
| 8        | 24 novembre 2013     | 12,1%               | 14,2%                      | 12,2%               | 13,4%                      |
| 9        | 30 novembre 2013     | 13,8%               | 16,6%                      | 12,6%               | 13,2%                      |
| 10       | 31 dicembre 2013     | 12,7%               | 14,0%                      | 12,1%               | 12,6%                      |
| 11       | 7 dicembre 2013      | 13,7%               | 15,4%                      | 13,7%               | 15,1%                      |
| 12       | 8 dicembre 2013      | 13,8%               | 15,9%                      | 14,9%               | 16,5%                      |
| 13       | 14 dicembre 2013     | 15,3%               | 18,0%                      | 15,4%               | 17,4%                      |
| 14       | 15 dicembre 2013     | 14,4%               | 16,3%                      | 14,7%               | 16,6%                      |
| 15       | 21 dicembre 2013     | 12,3%               | 13,5%                      | 13,4%               | 14,4%                      |
| 16       | 22 dicembre 2013     | 12,0%               | 13,7%                      | 14,3%               | 15,4%                      |
| 17       | 28 dicembre 2013     | 13,3%               | 15,0%                      | 13,5%               | 15,2%                      |
| 18       | 4 gennaio 2014       | 13,2%               | 15,4%                      | 12,8%               | 13,9%                      |
| 19       | 5 gennaio 2014       | 12,1%               | 13,9%                      | 12,8%               | 13,8%                      |
| 20       | 11 gennaio 2014      | 14,4%               | 16,0%                      | 13,9%               | 15,5%                      |
| 21       | 12 gennaio 2014      | 13,6%               | 16,3%                      | 13,0%               | 14,0%                      |
| 22       | 18 gennaio 2014      | 14,0%               | 16,9%                      | 14,2%               | 15,9%                      |
| 23       | 19 gennaio 2014      | 14,4%               | 15,9%                      | 13,7%               | 15,0%                      |
| 24       | 25 gennaio 2014      | 15,6%               | 17,5%                      | 14,7%               | 15,9%                      |
| 25       | 26 gennaio 2014      | 14,3%               | 15,7%                      | 13,8%               | 14,7%                      |
| 26       | 1 febbraio 2014      | 14,1%               | 15,6%                      | 13,6%               | 13,8%                      |
| 27       | 2 febbraio 2014      | 14,8%               | 16,9%                      | 15,0%               | 16,6%                      |
| 28       | 9 febbraio 2014      | 15,5%               | 18,4%                      | 15,9%               | 17,2%                      |
| 29       | 15 febbraio 2014     | 15,3%               | 17,2%                      | 15,7%               | 17,3%                      |
| 30       | 16 febbraio 2014     | 15,9%               | 17,4%                      | 16,1%               | 18,0%                      |
| 31       | 23 febbraio 2014     | 15,3%               | 17,5%                      | 15,3%               | 16,1%                      |
| 32       | 24 marzo 2014        | 16,7%               | 18,6%                      | 14,9%               | 15,5%                      |
| 33       | 2 marzo 2014         | 15,8%               | 17,0%                      | 15,3%               | 15,5%                      |
| 34       | 8 marzo 2014         | 15,7%               | 18,7%                      | 14,8%               | 15,9%                      |
| 35       | 9 marzo 2014         | 16,1%               | 18,1%                      | 15,3%               | 16,1%                      |
| 36       | 15 marzo 2014        | 15,0%               | 17,2%                      | 15,3%               | 16,1%                      |
| 37       | 16 marzo 2014        | 15,0%               | 17,2%                      | 14,5%               | 15,5%                      |
| 38       | 22 marzo 2014        | 16,0%               | 17,2%                      | 15,2%               | 16,2%                      |
| 39       | 23 marzo 2014        | 14,7%               | 16,9%                      | 14,5%               | 15,4%                      |
| 40       | 29 marzo 2014        | 15,4%               | 17,5%                      | 15,8%               | 16,3%                      |
| 41       | 30 marzo 2014        | 16,3%               | 19,2%                      | 15,2%               | 16,1%                      |
| Media    | Media                | 14,0%               | 16,0%                      | 14,0%               | 15,2%                      |

## Colonna sonora
1. The Moon Cries (달이 웁니다) – Ulala Session
2. A Dream (꿈을 꿔) – Bae Da-hae
3. Clumsy Love (서툰 사랑) – Delicious Band
4. The Vow (Gold Rainbow (Uee & Jung Il-woo's Love Theme)) (서약 (황금무지개 (유이&정일우 러브테마))) – ALi
5. Only You (그대만이) – Kim Jang-hoon
6. Only You (Full Ver.) (그대만이 (Full Ver.)) – Kim Jang-hoon

## Riconoscimenti
| Anno | Premio                           | Categoria                                                      | Ricevente                       | Risultato       |
| ---- | -------------------------------- | -------------------------------------------------------------- | ------------------------------- | --------------- |
| 2013 | MBC Drama Awards                 | Premio all'eccellenza, attore in un drama a progetto speciale  | Jung Il-woo                     | Candidato/a     |
| 2013 | MBC Drama Awards                 | Premio all'eccellenza, attrice in un drama a progetto speciale | Uee                             | Vincitore/trice |
| 2013 | MBC Drama Awards                 | Premio d'oro alla recitazione, attore                          | Kim Sang-joong                  | Vincitore/trice |
| 2014 | Seoul International Drama Awards | Miglior drama coreano                                          |                                 | Candidato/a     |
| 2014 | Seoul International Drama Awards | Miglior colonna sonora di un drama coreano                     | The Moon Cries di Ulala Session | Candidato/a     |
| 2014 | Seoul International Drama Awards | Miglior colonna sonora di un drama coreano                     | Only You di Kim Jang-hoon       | Candidato/a     |

## Distribuzioni internazionali
| Paese      | Canale/i    | Prima TV                    | Titolo adottato                                                                 |
| ---------- | ----------- | --------------------------- | ------------------------------------------------------------------------------- |
| Taiwan     | GTV         | 16 aprile-12 giugno 2014    | 黃金彩虹 (L'arcobaleno d'oro)                                                   |
| Malaysia   | TV9         | 10 giugno-27 giugno 2014    |                                                                                 |
| Hong Kong  | TVB Drama 2 | 29 luglio-23 settembre 2014 | 黃金彩虹 (L'arcobaleno d'oro)                                                   |
| Giappone   | WOWOW       | 1 ottobre 2014-             | 黄金の虹 (L'arcobaleno d'oro)                                                   |
| Thailandia | PPTV        | 4 ottobre 2014-             | ทอรักสีรุ้ง Golden Rainbow (L'amore intessuto nell'arcobaleno - L'arcobaleno d'oro) |
| Filippine  | TV5         | giugno 2015-                |                                                                                 |